# Marcelo Grohe
Marcelo Grohe (Campo Bom, 1987. január 13. –) német származású brazil labdarúgó, az Al-Kholood kapusa.

## Pályafutása

### A válogatottban
2005-ben kétszer lépett pályára a brazil U18-as válogatottban. A felnőtt válogatottban 2015. szeptember 5-én mutatkozott be a Costa Rica elleni barátságos mérkőzésen. Kétszer hívták be a Copa América tornára készülő keretbe.

## Sikerei, díjai

### Klubcsapatokkal
Grêmio
- Brazil kupa: 2016
- Copa Libertadores: 2017
- Recopa Sudamericana: 2018
- Campeonato Série B: 2005
- Gaúcho bajnokság : 2006, 2007, 2010, 2018

el-Áttihád
- Szaúd-arábiai bajnokság: 2022–2023
- Szaúd-arábiai szuperkupa: 2022

### A válogatottal
Brazília
- Superclásico de las Américas: 2014